# Tesseract
Tesseract — вільна програма для розпізнавання текстів, розроблялася Hewlett-Packard з 1985 до 1994 року, а в наступне десятиріччя залишалася практично без змін. Не так давно Google купив[джерело?] її та відкрив початковий код під ліцензією Apache 2.0 у 2006 році. для продовження розробки. У цей час програма вже працює з UTF-8, розпізнає багато мов, серед яких і українська.

## Застосування
Tesseract був використаний, зокрема, Міжнародним консорціумом журналістів-розслідувачів для дослідження інформації у так званих «панамських документах».